# Sherry Simon
Sherry Simon ist eine kanadische Sprach- und Literaturwissenschaftlerin und Übersetzerin. 2008 wurde sie zum Mitglied der Royal Society of Canada ernannt.

## Leben und Ausbildung
Sherry Simon hat einen Bachelorabschluss mit Auszeichnung in vergleichender Literaturwissenschaft der Brandeis University. Sie promovierte an der Université de Montréal ebenfalls in vergleichender Literaturwissenschaft.

## Lehre und Forschung
Seit 1998 ist Sherry Simon Professorin am Französischinstitut der Concordia University in Montreal, Kanada. Sie unterrichtet im Bereich der französischen Literaturwissenschaft und Übersetzungswissenschaft.
Des Weiteren ist sie als Literaturübersetzerin tätig und übersetzt vom Französischen ins Englische und umgekehrt.

## Publikationen (Auswahl)
- Cities in Translation. Intersections of Language and Memory. London: Routledge 2012.
- Gender in Translation. Cultural Identity and the Politics of Transmission. London: Routledge 1996.